# 明光社
明光社為香港基督教非牟利機構，1997年5月成立。
明光社關注傳媒文化、流行文化、賭風、性教育、婚姻、娼妓問題、性傾向、同志運動，此外亦關注一些生命倫理議題（包括自殺、安樂死、生物医学工程、墮胎等）。本著基督教信仰的理念，藉研究、監察、教育及出版等工作去關心社會、服務人群。前主席為林海盛牧師，現任主席為中國神學研究院神學科副教授雷競業博士，總幹事為蔡志森。
明光社持守基督教福音派神學立場，傾向保守派。董事當中包括浸信會、播道會、宣道會的牧師（何志滌、蕭壽華、蕭如發、香港城市大學講師梁林天慧、浸會大學宗哲系教授（關啟文）、新界婦孺福利會梁省德學校校長（朱景玄、退休校長樓曾瑞、中華傳道會劉永生中學校長鄭德富）、精神科醫生（康貴華、私人執業西醫廖玉娟）等。
明光社被香港十分一會、香港性學會、彩虹行動、紫藤及部份香港自由派知識分子稱之為「道德塔利班」。明光社的主張甚獲香港特別行政區政府重視，例如康貴華醫生在2011年曾獲社會福利署邀請為社工講解同性戀治療。

## 關注性議題與立場

### 性文化
明光社對性的文化議題的保守立場經常成為社會各界爭論的焦點。明光社反對肛交，不支持婚前性行為，也不支持未成年人士發生性行為。

### 同性戀
以下是明光社就同性戀的主要看法：
- 支持人人平等，同意社會應保障同性戀者（每個公民）的基本權利，例如接受教育、醫療及社會服務。
- 不同意同志運動者以反歧視為藉口，將同性戀者的權利無限擴張。[可疑]
- 反對歧視任何同性戀者（任何人），亦反對任何人因為價值觀念不同而對對方採取暴力、惡意中傷、攻擊及衝擊行為。
- 不同意同志運動者將一些因價值觀念不同而產生的合理差別對待及批評視為歧視。[可疑]
- 尊重個人的自由，但個人亦必須尊重社會大眾的倫理價值觀念。
- 不同意將一些行為具爭議性（對社會倫理道德具深遠影響及爭議性的行為（如同性戀））的群體，與其他社會公認的弱勢群體（如老弱傷殘）混為一談，並予以特別保護，因非刑事化已反映了社會的多元及寬容。
- 認為宗教、良心及言論自由是自由社會的重要基石，任何人不應因為基於信仰及倫理觀念而評論同性戀而受到刑事處分。
- 深信關懷互愛有助消解人和人之間的矛盾，不同意同性性行為（特別是肛交）和同性婚姻，也不同意向青少年灌輸同性戀乃天生、正常及不能改變的性傾向等觀念。
- 鼓勵更多人對同性戀者表示關懷，對需要幫助及自願改變的人提供協助。

### 同性戀運動
明光社反對同性戀運動所倡議的「性、愛、婚姻分家」、「多元性別性向」、「色情權」、「多元性教育」、「兒少性權」等論述。過去明光社曾在香港就「肛交非刑事化」、「性傾向歧視法」、「同性婚姻」等法例持反方理據，積極參與討論。
明光社曾以逆向歧視，引述大量外國的例子，證明性傾向歧視條例會產生逆向歧視。明光社引述不少與基督徒產生的衝突，當中以同性戀者要求基督徒經營的商店製作結婚蛋榚、拍攝結婚相為主要例子，證明性傾向歧視條例對基督徒「良心自由」的影響。
香港中文大學崇基神學院亦曾就明光社所形容的「逆向歧視」，寫作一整期的教會智囊批評明光社的說法並不合理。

### 婚姻制度
隨著近年更多地方的同性婚姻合法化，明光社支持一夫一妻制的婚姻制度，認為婚姻制度強調男女二人忠誠、無私的愛和付出。明光社認為家庭應該是因血緣、婚姻、領養或姻親而與該人有關的任何人。明光社認為同性婚姻合法化會衝擊家庭制度及社會倫理，因而反對同性婚姻。

### 家庭友善政策
明光社支持家庭友善政策，在2012年特首選舉前夕，即3月19日於明報刊登《維護一男一女婚姻制度　儘快落實家庭友善政策》的聯署登報，內容呼籲推廣家庭教育工作，支援家庭崗位需要，及減輕供養子女壓力。其他共同發起人包括家長教師會、個別教會、教會聯會及基督教機構。明光社認為男士應有不多於一星期的男士侍產假。

### 少女模特兒
明光社認為少女模特兒（「模」或「嫩模」）用身體換取物質利益，對社會文化帶來不好的影響。因為早在少女模特兒流行以先，社會已經透過女性商品化，於一般廣告、瘦身廣告、遊戲節目等，以物化女性身體作為消費品。既然因為物化身體能賺錢，在見怪不怪和唯利是圖的社會下，吹捧出賣弄色情的少女模特兒。

### 傳媒
明光社認為言論自由和新聞自由均為香港核心價值，不能動搖，但同時認為香港傳媒有各種各樣的問題。在採訪報道方面，明光社認為傳媒用狗仔隊、偷拍等方式追蹤非公眾利益的「八卦新聞」，是濫用新聞自由；在選擇採訪內容時，編輯往往選擇血、色、腥新聞，少談及公共政策和內容，令新聞流於表面。
在報道手法方面，明光社質疑報章用過份色情、血腥的報道，以提高銷量，其中更大力投訴報章中的色情內容。明光社曾投訴各大報章副刊的色情版中加入嫖妓指南，亦質疑報章在娛樂版等加入大量情感、情色圖片和內容，影響社會風氣，造就靚模、私影等風氣。
明光社亦質疑傳媒報道內容偏頗，有違新聞報道公正、客觀、持平的原則，認為新聞應該客觀中立，報章的立場應該與報道分開，報章立場可以在社論等地方呈現人前，以確保新聞的公正性和讀者的知情權。
明光社亦質疑《香港蘋果日報》旗下的蘋果動新聞將新聞用動畫來演繹，將很多未知或者消息未確定的資料用動畫的方式呈現出來給觀眾欣賞，這是要求記者做編劇，會影響新聞的本質，亦會令讀者容易對新聞產生不準確的觀感，妨礙讀者對新聞的判斷。
明光社曾就入校報章做調查，發現部份報章內容色情，更稱涉嫌滲透同性戀運動的意識形態。及後明報就此事高調回應，稱明光社失實無理，反駁明光社無理指摘明光社及後將兩份資料並列，供教育界、家長和社會各界人士一同參考及討論。

### 賭博
明光社強烈反對賭博行為如六合彩，強烈反對賭博合法化，批評香港賽馬會。
明光社近年積極反對社會上的賭博資訊，要求香港賽馬會在所有宣傳上加入警告字眼，亦要求政府考慮修例，禁止澳門賭場的廣告在香港出現。
自2011年澳門將合法賭博年齡提升至21歲後，明光社同樣要求將香港的合法賭博年齡提升至21歲。

## 明光社倡議的運動

### 陳健康事件
1998年12月，明光社以傳媒起家，陳健康事件為明光社最早期回應的傳媒事件之一。明光社曾刊登廣告呼籲市民罷買罷看罔顧公眾利益的報紙及電視節目。明光社在機構刊物中指出傳媒和陳先生互相利用，指傳媒機構商業掛帥到不顧操守的地步；新聞娛樂化到真偽難分的地步；慘劇娛樂化到非人化的地步；令市民對傳媒的尊重下降。明光社更發動「一週罷買罷看行動」，呼籲市民不要支持及收看渲染此事的報章及電視節目，行動約有二千三百人參與。

### 1998及99年電波少女事件
1998年及1999年9月，無綫電視播出名為「電波少女」的節目，賣弄肉體來對撼亞姐，之後更有一輪性感女星「賣肉」宣傳戰。明光社將之形容為「兩家中文電視台就跟對手『肉帛相見』，一個唔覺意，分分鐘以為自己的電視機駁上了有線的《歡樂性今宵》」，呼籲市民向有關政府部門和電視台投訴。（註：《歡樂性今宵》為當年一個於香港有線電視播放的成人節目。）

### 傳媒污染指數調查
1999年4月6日，明光社在銅鑼灣、北角、旺角及觀塘等地區進行了「傳媒污染指數調查」。共回收了800份問卷。邀請市民為中文報章的色情指數、失實指數及不當報導指數作出評分，以作評估中文報章質素的參考指標。

### 反傳媒污染遊行
明光社於1999年7月4日舉辦了「反傳媒污染遊行」，約有四百名市民參與。他們以全程戴著口罩，表示對污染大眾思想的傳媒渲染色情及暴力，手法誇張失實，缺乏專業操守無聲抗議，沿途向市民派發監察傳媒的投訴卡，並呼籲市民停止購買受「污染」的報刊。同時亦斥責政府的《淫褻及不雅物品條例》亦未能有效監管傳媒。

### 關注報章刊登嫖妓指南
2000年初，香港幾份暢銷報章，每天都刊登嫖妓指南，詳細介紹在香港﹑澳門﹑中國大陸（內地）及東南亞不同地區的色情場所，包括妓女照片、服務態度及一些職業嫖客的親身體驗和評語；明光社聯同「反色情暴力資訊運動」近一百名成員，曾到香港政府總部門外集會，要求香港政府關注報章副刊刊登色情資訊及嫖妓指南的不良現象，並發起罷買有關報紙一周，呼籲香港市民抵制報紙的色情資訊內容。

### 《東周刊》事件
2002年10月30日出版的第521期《東周刊》於封面刊登了一女星被虐祼照，引起公憤。明光社也與「反色情暴力資訊運動」發起抗議及呼籲罷買行動，並到該雜誌社位於香港北角的辦公室抗議。最後《東周刊》總編輯辭職，雜誌亦於11月2日宣佈停刊。淫褻及不雅物品審裁處亦將該期《東周刊》裁定為三級刊物，即屬不可發佈的淫褻。

### 醫護人員聯署聲明
2005年9月，明光社於香港報章《明報》登出有關醫護人員聯署聲明，指肛交引致多種疾病，構成公共衛生危機，明光社是次聲明的立場是反對降低肛交年齡，並請政府在824肛交案上訴。然而有人認為該聲明在中立性和邏輯層面上頗具偏執，所謂學術研究並非中立。

### 認為《性本善》應於晚上11時播放
2007年9月25日的《都市日報》報導港台將製作新一輯的性教育節目《性本善》，並訪問了明光社總幹事蔡志森。蔡志森在訪問中表示「節目中僅加入警告字句並不足夠，最好節目能在晚上11時後播放，避免讓心智未成熟的青少年收看，以免影響其價值觀。」《性本善》本身為教育青少年正確性觀念的節目，避免青少年收看是自相矛盾。明光社則補充，建議避免青少年只接收對性傾向議題的單一方面意見，性教育節目應該客觀及持平，報導有關事件不同的意見。

### 住好啲事件
香港連鎖傢具零售商住好啲（G.O.D.），於2007年11月1日因涉嫌販賣被指與三合會有關的T恤而被警方搜查。涉案之T恤上，印有「拾肆K」三字，與香港三合會幫會十四K諧音，警方遂根據社團條例（香港法例第151章）將T恤充公。然而，自T恤自同年9月上市以來，該款T恤銷路未如理想，一直未引起社會注意；直至10月31日，明光社於一訪問中指該款T恤對黑社會活動歌功頌德，為兒童帶來不良影響。翌日，剛好該篇訪問於蘋果日報刊登後，警方則採取行動。
警方於是次事件共拘捕18人，包括設計師、住好啲東主及店舖職員，其後均獲保釋外出，最終警方對所有人不予起訴。

### 陳冠希裸照事件
2008年2月陳冠希裸照事件中，明光社稱市民不應該給予鍾欣桐道德上的責備，因為鍾欣桐是事件的受害者。明光社就事件呼籲各界立即停止上載、轉發、瀏覽及儲存對他人造成傷害的情慾照片，減低對社會的傷害。

### 批評爽報
2011年9月19日爽報創刊後，被外界批評含有色情和不雅的內容。創刊首日，影視及娛樂事務管理處接獲13宗投訴指《爽報》內容不雅。明光社於9月19日發表聲明，批評爽報「充滿意淫的色情漫畫及小說」。明光社於9月22日發起及參與「色情不爽　拒絕淫報　救救孩子」記者招待會，當場撕下爽報。明光社又發起聯署，呼籲《爽報》履行傳媒的社會責任，刪除充滿意淫的色情漫畫、小說、副刊及專欄、停止在學校附近派發，屋苑拒派、市民拒絕領取、參與譴責聯署及各大機構、商品及廣告客戶拒登廣告。明光社總幹事蔡志森於2011年9月30日在商業電台節目中，與《爽報》風月小說作家陶傑，討論對《爽報》的看法。《爽報》面對社會輿論壓力，不得不作出改善。其副總編輯「沙膽虹」亦在專欄中感謝明光社的提點。最後《爽報》承認所有被影視及娛樂事務管理處提出共十一項發布不雅物品的檢控，被罰十一萬港元。

### 長鏡偷拍藝人事件
明光社曾於2011年7月11日發起網上聯署反對傳媒偷拍藝人及公眾人物家居生活，並認為藝人的感情生活與公眾利益無關。在2011年11月24日與個人資料私隱專員蔣任宏會面，並遞交了聯署。最後個人資料私隱專員公署提出裁決，指壹傳媒集團旗下《忽然一周》及《FACE》周刊嚴重違反《個人資料（私隱）條例》。明光社對裁決表示歡迎及會繼續監察。有關案件兩份周刊決定提出上訴。

### 反對纏擾法干擾新聞自由
明光社認同有需要立法管制一些威脅和騷擾市民大眾正常生活的纏擾行為，以保障公眾利益。不過，明光社擔憂《有關纏擾行為的諮詢文件》會間接影響新聞自由，認為大前提是必須在個人私隱與表達自由/新聞自由等權利之間取得平衡，提議將所有符合公眾利益的新聞採訪活動豁免於纏擾法之外。

## 批評

### 樓曾瑞言論
身兼基督教興學會迦密主恩中學創校校長的明光社主席樓曾瑞曾在中大學生報情色版事件後，表示「港督都可以叫做肥彭，校長又是什麼？為什麼不可以替老師改花名？」認為新一代的道德水平受到傳媒影響，令學生不再尊師重道。此言論卻被反駁，指外國傳媒和大眾也有為政治人物改別名的習慣，花名其實屬正常現象，不一定是不尊重。樓曾瑞又指「以前穿一件頭泳衣，母親都可能不太鍾意（喜歡）。選美的布料愈來愈少，愈來愈暴露，現在去游水，人人都穿『比基尼』，不當成一回事。」卻被反駁指穿什麼款色的泳衣應是個人自由，比堅尼泳衣也不至於傷風敗德，此言論乃過於保守。樓曾瑞又指「社會雖不斷變化，但道德標準不會變。」卻被反指若根據樓曾瑞所言，過去一百多年來婦權有顯著變化豈不是反道德。

### 基本法23條
蔡志森認為基本法23條立法進行討論越來越困難，條例又有很多灰色地帶，質疑立法是否能解決問題，但因為現在是「太平盛世」，所以這是立法的「適當時間」，以免重覆1989年因六四事件令香港民主大幅收窄的情況出現。他的言論受到民主派的強烈批評。但後來卻發現條例問題多多，並認為有關條例即使通過，仍然要持續監察。並陳述各方立場，呼籲基督徒不要放棄23條討論。

### 普選問題
2004年明光社總幹事蔡志森認為要改善香港目前的困局，除了改善政治架構之外，改善中央及特區政府與泛民主派的關係；鼓勵不同政見人士加強溝通和對話；改善經濟、縮減貧富懸殊和減低社會的怨氣等等都是當前急務。非正規教育研究中心執委梁偉怡指出，蔡志森的立場是支持23條立法，和不支持07/08雙普選。明光社支持民主與人權的理性溝通。明光社2010年機構刊物中認為「教會樂意看見有平等和普及的立法會與特首選舉」

### 人權教育
2005年10月初，香港教育統籌局將一個人權教育課程外判給明光社，而由於明光社有所謂逆向歧視的立場，引起一名外籍教師不滿，發起絕食抗議。同時，該課程內含人權已被廣泛濫用的觀點，有指與香港政府的保守主義傾向不謀而合。後來在香港一個電視台節目裡面被參與課程的人批評，主要批評點有：課程有關人權概念和個人責任概念混淆，嚴重錯誤，把個人對家庭社會責任與天賦人權掛勾，認為要是個人沒有盡對家庭社會責任，那麼其人權也不能夠保障。

### 中大學生報情色版事件
2007年5月21日的《明報》其中一篇新聞講述明報邀請了8位淫審處委員評論《中大學生報》及其他報章之風月版是否屬不雅，其他7名委員均表示《中大學生報》有人獸交及亂倫的描述只屬答問並非不雅，且報章風月版的不雅程度猶有過之。唯獨委員蔡志森（明光社總幹事）堅持《中大學生報》中談及有關亂倫、人獸交等法例禁止的刑事行為的文章，應屬不雅。多名淫審處委員透露自己並不贊成把中大學生報評為二級，中大學生報不應評為第二類。蔡志森認為應對學生多點體諒，但指學生應該道歉但最終淫審處對中大學生報評為二級不雅的立場。淫褻及不雅物品審裁處首次以文字的不雅來開刀，是次事件引起社會軒然大波，並激起保守派人士及自由派人士在網上及媒體的批評，自由派指責明光社打擊言論自由、思想自由及學術自由，國際特赦組織（Amnesty International）更罕有地發表聲明指責香港中文大學限制出版自由。
傳媒的態度由初壁壘分明，到現在普遍同情中大學生及指責淫審處／影視處的行動反應過敏，邏輯混亂，標準不清（如《東方日報》質疑為何不禁中國四大名著）。於中大學生報事件中，投訴人馮子釗及王達威雖沒有以明光社名義寫作投訴信，但二人分別為中國基督教播道會恩泉堂的傳道人及宣道會真道堂的人士，香港獨立媒體指出兩個教會都是支持明光社的團體，因此明光社被認為便是事件的始作俑者，亦是香港網民投訴聖經不雅事件的導火線。

### 投訴聖經事件
2007年5月，中大學生報情色版事件中，過千網民電郵到影視及娛樂事務管理處投訴《聖經》，認為有部分內容與中大學生報相比更見不雅淫穢，故應送檢。有網民發現影視處網站內有明光社網站之超連結，惹人猜測兩者暗中勾結。有團體認為，明光社與影視處同一口徑，故容易獲得撥款；該社總幹事蔡志森回應，影視處資助金額純粹「有限錢」。影視處表示，處方2001年開設《淫褻及不雅物品管制條例》宣傳及公眾教育活動資助計劃，接受學校或非營利組織等申請，01年至今動用570萬元公帑資助132個項目，當中明光社佔五個，每個項目最高資助額為15萬元。性學會主席李偉儀指出，該會與其他非主流文化團體提倡的價值觀不為影視處接受，所以從未獲資助資料

### 七一遊行反對泛道德主義壟斷香港淫審機構
發起投訴聖經的網站令人戰慄的聖經的網主奧賣葛發起於2007年7月1日以反對明光社的泛道德主義壟斷香港淫審機構參與七一遊行，有約30人參加（包括基督徒及光明會成員），並在遊行中途派發「道德聖戰殺到埋身」的刊物，詳列明光社的一系列反對同性戀的行動、香港一眾基要派的行動及涉嫌勾結影淫兩處（影視及娛樂事務管理處及淫褻及不雅物品審裁處）的疑點。

### 賣旗遭投訴
明光社擬於2007年7月25日舉辦賣旗活動，籌款目的為「購買辦公室暨成立生命及倫理研究中心」，並聲稱每年財赤30萬元，急需籌款維持機構的運作。但明光社卻於7月6日的AM730報刊內居然刊登了明光社兩頁全版廣告，內容大致為蔡志森反擊各界人士的攻擊、宣揚明光社10年期間的行動以及為賣旗活動宣傳。網民十分詫異明光社大灑金錢刊登廣告，指此舉動和之前的財赤說法，有網民指出該兩版全頁廣告費用約為35萬港元，有自相矛盾之嫌。明光社亦曾於7月13日在文匯報宣傳賣旗。而明光社則表示登報費用全部來自個別教會及人士的指定奉獻，並非由明光社的帳目支付。
是次賣旗籌款已被反對明光社的網民留意到，故大量宣揚杯葛明光社賣旗籌款的訊息在網上廣泛流傳。光明會、同志團體、中大學生報、知識分子、性權團體、自由派基督徒等先後發起一元運動、「救盲」行動，而有基督徒更充當「無間道」──先以基督教身分報名做籌款義工，然後暗中杯葛，如拿了籌款袋卻不去賣旗籌款，在市民想買旗時派發羅列明光社過往「惡行」的宣傳單張……等等；他們在籌款者旁大喊反對明光社的口號，並派發宣傳單張。有市民在買旗後收到宣傳單張，立刻撕下明光社的旗；有網民投訴明光社賣旗者故意隱暪身分，在明知社會不少人不滿明光社行為下蒙混過關；另外，李偉儀投訴有籌款者不足十四歲違反香港法例，明光社雖然否認此人是正式籌款員，但明光社在後來「一些被騷擾籌款員的心聲」中又指有老人和兒童的籌款員被騷擾由於明光社從來未向外界公開協助籌款者名單，此項指責不能被即時核實。其後香港社會福利署裁定明光社違反賣旗日許可證中對除非有家長或監護人陪同，否則十四歲以下的兒童不得參與賣旗的規定。
有網民指是明光社利用籌款員被騷擾而搏同情、醜化所謂「性解放者」及反對陣營，另一方面則在網上籌款來袋袋平安。是次是香港史上第二次有慈善團體的賣旗籌款被集體杯葛，香港第一次慈善團體賣旗籌款被集體杯葛同樣是明光社，被反明光社的團體、同志團體、部份基督教中小學及自由派基督徒陣營杯葛。。不少市民嚮應「救盲行動」及其他杯葛行動，拒絕為明光社買旗，令明光社籌款數值比前年大幅下跌。

### 基督教右派立場與論述
2009年，原為明光社友好的張國棟與明光社反目，撰寫了《論盡明光社》，其中香港嶺南大學文化研究系兼職講師馬國明、安徒（為筆名，實為香港嶺南大學文化研究系助理教授羅永生）、香港浸會大學宗教與哲學系陳士齊、明婉儀（為筆名）、香港中文大學崇基學院神學院副教授龔立人也為此書撰寫推介。此書的主旨是以揭露明光社陣營的思考盲點和社運手段為中軸，將不同的時期的事件及蛛絲馬跡拼湊，以描述明光社為一宗教霸權。
2010年，由推介《論盡明光社》的羅永生、龔立人主編的《宗教右派》出版，被視為《論盡明光社》的續集。由嶺南大學文化研究系副教授游靜及台灣中央大學性／別研究室召集人何春蕤薦書。此書是由十四位作者的文章匯集而成，某部份文章曾經在網絡博客中刊登。此書的寫作內容主要是以階級意識、政治哲學及政治形勢分析、哲學、自由女性主義、酷兒政治及個人經驗反思等不同進路，湊集不同人物及事件，嘗試拼湊一幅政教勾結的圖畫，以構想出宗教右派在港的發展。而明光社、性文化學會及維護家庭聯盟為其批判對象之一。其後，明光社等陣營撰寫新書《基督教與現代社會的爭論──道德、政治與「宗教右派」一本為回應不盡不實的「宗教右派」論述和一些香港社會及教會爭論的書》，對《宗教右派》書中論點逐一反駁。

### 同運份子闖入性教育講座
2011年4月18日，明光社舉辦名為「性教育教師訓練系列一：青少年的性與愛」講座，講座內容討論青少年如何探索自我，及後被同性戀運動人士宣稱該講座宣揚所謂的拗直治療」。八個「還我本色」行動者批評講座歧視同性戀者和扭曲老師對同性戀的看法，最後衝入講座場地，期間雙方發生衝突，一名該組織的女成員稱被撞傷，一名明光社職員亦聲稱被撞傷。
隨後各自吵鬧超過30分鐘後才由警方調停。明光社表示有關「同志拗直課程」單張是由「還我本色」行動者設計，並指該課程的主題應為「青少年的性與愛」。

### 沒積極反對戀童
有網民於2015年7月中到明光社FACEBOOK專頁留言，指今年香港書展有售美心妹妹兒童寫真集，部分攝影取角更涉「腿張開」，遂留言要求明光社譴責相關人士，事後發現被明光社刪留言兼封帳號。
消息傳出後，有網友指明光社只懂「反同」，對真正遺害下一代的「戀童」卻視而不見，對懷疑兒童色情物品置若罔聞，變相鼓勵狎童。明光社回應時強調反對兒童色情，但鑑於法例規定管有兒童色情圖片也屬違法，所以必須刪除，又表示「最好的處理方法是向相關機構投訴，而不是在網絡將兒童的相片傳來傳去」。香港蘋果日報指出，明光社處理是次引起爭議的寫真集，相對於它面對同性平權的鮮明反對立場，相對來說是溫和得多。

## 相關團體/機構/人物
- 影視及娛樂事務管理處
- 淫褻及不雅物品審裁處
- 香港性文化學會
- 香港報業評議會
- 香港賽馬會
- 蕭壽華
- 蔡志森
- 朱景玄
- 樓曾瑞

## 外部連結
- 明光社網頁 （页面存档备份，存于）
- 明光社FACEBOOK （页面存档备份，存于）
- 明光社 （页面存档备份，存于）